# Wemindji (terre réservée crie)
Pour les articles homonymes, voir Wemindji.
Wemindji (en cri : ᐧᐄᒥᓂᒌ ou Wiiminichii) est une terre réservée crie située en Eeyou Istchee, dans la région administrative du Nord-du-Québec au Québec. Elle comprend un milieu urbanisé et y vivent les membres de la Nation crie de Wemindji.
Comme plusieurs autres entités autochtones, Wemindji est composée d'une terre réservée de catégorie IA, de juridiction fédérale, ainsi que d'une municipalité de village cri du même nom de catégorie IB, de juridiction provinciale.

## Toponymie
Wemindji signifie « vermillon (rouge vif) ».

## Géographie
Le territoire de la terre réservée crie de Wemindji doit être distingué du territoire de la municipalité de village cri homonyme. Il est constitué d'une seule section tout juste au nord de la municipalité de village cri et comprend par ailleurs la zone urbanisée de Wemindji. L'embouchure de la rivière Maquatua sur la baie James et le lac Paint Hills sont situés dans le territoire de la terre réservée crie. Du littoral de la baie, le territoire de la terre réservée crie s'étend sur environ 25 à 35 kilomètres vers l'est. 

## Démographie
La population cumulée des deux territoires est comptabilisée sur le territoire de catégorie IA. Le recensement de 2006 y dénombre 1 215 habitants, 11,0 % de plus qu'en 2001.
| 2001  | 2006  | 2011  | 2016  |
| ----- | ----- | ----- | ----- |
| 1 095 | 1 215 | 1 378 | 1 444 |

### Langues
À Wemindji, selon l'Institut de la statistique du Québec, la langue la plus parlée le plus souvent à la maison en 2011 sur une population de 1 380 habitants, est le cri à 84,42%, le français à 1,81% et l'anglais à 13,41%.

## Éducation
La Commission scolaire crie est chargée d'offrir les services d'enseignement publics sur le territoire de Wemindji. Deux écoles de la commission scolaire sont situées sur le territoire de Wemindji, les écoles Maquatua Eeyou (ᐧᒫᑯᐧᑖᐤ ᐄᔨᔨᐤ ᒋᔅᑯᑎᒫᑑᑭᒥᒄ) et Memorial Joy Ottereyes.

## Politique
Voici une liste incomplète des chefs de Wemindji :
- Rodney Mark (2005-2009)
- Christina Gilpin (2021-2025)[7]